# سكوت ميلر (رسام)
سكوت ميلر (بالإنجليزية: Scott Miller)‏ هو رسام أمريكي، ولد في 24 ديسمبر 1955، وتوفي في 18 مايو 2008.